# Nobody Likes Me
«Nobody Likes Me» — песня американского рэп-рок-исполнителя Deuce, записанная совместно с его другом и основателем движения 9Lives рэпером Truth и участником пост-хардкор-группы Falling in Reverse Ронни Радке. Композиция является четвёртым синглом и седьмым треком с дебютного альбома Deuce Nine Lives. «Чистая» версия песни была издана через iTunes Store 23 апреля 2012 года, за день до официального релиза альбома в Северной Америке.

## Обзор
По словам Арона Эрлихмана (Deuce), песня написана о том, что все перестали его любить после ухода из Hollywood Undead, посчитали неудачником.

 Я написал эту песню о тех людях, которые говорили: «Никто больше его не любит, он никогда не выпустит сольный альбом». Оригинальный текст (англ.) I made that song about all the people that said “Oh nobody likes him anymore, he’s never going to come out with an album.”— Deuce
Песня открывается припевом в исполнении Deuce и его первым куплетом. Второй куплет читает Ронни Радке. Truth имеет две строки в конце каждого куплета. После третьего по счёту припева исполняется бридж, звучание которого гораздо тяжелее остальной песни.

## Список композиций
| №  | Название                          | Длительность |
| -- | --------------------------------- | ------------ |
| 1. | «Nobody Likes Me» (Clean Version) | 5:25         |

## Участники записи
- Арон Эрлихман — вокал, продюсер, композитор
- Джимми Юма — гитара, продюсер, композитор
- Ронни Радке — вокал, композитор
- Евгений Шахов — продюсер
- Тай Гаддис — ударные
- Арина Хлоэ — клавишные